# Frédéric Desager
Frédéric Desager, né le 7 août 1969 à Bruxelles en Belgique, est un acteur, réalisateur et scénariste belge. Il s'installe au Québec en 1995.

## Biographie
Frédéric Desager naît le 7 août 1969 à Bruxelles,.

## Œuvre

### Théâtre
- 2009 - 2011 : Un violon sur le toit : le boucher
- 2011 : 13 à table[3] : le médecin
- 2012 : La Chaise[3] (one-man-show) : tous les personnages
- 2018 : Le Visiteur : le Visiteur
- 2023 : Agamemnon in the ring[3] : Ménélas

### Filmographie

#### Acteur

##### Cinéma
- 1996 : Karmina[2] de Gabriel Pelletier
- 1997 : Contrat sur un terroriste de Christian Duguay
- 1998 : La Comtesse de Bâton Rouge[2] d'André Forcier
- 1998 : Un 32 août sur terre[2] de Denis Villeneuve
- 2003 : La Grande Séduction[2] de Jean-François Pouliot
- 2004 : Ma vie en cinémascope[2] de Denise Filiatrault
- 2017 : Hochelaga, terre des âmes de François Girard

##### Télévision
- 1994 : Les Duchesnay : La Glace et le feu : gardien à Albertville
- 1995 : Les grands procès : Albert Nogaret
- 1997 : Les Bâtisseurs d'eau : réalisateur de la publicité
- 1998 : Réseaux : Julien Grandisson
- 1998-2000 : Zone de Turbulence
- 2000 : Gypsies : le chevalier
- 2001 : Cauchemar d'amour : Pierre-Paul Cottençon
- 2002 : Jean Duceppe : François Rozet
- 2003 : L'Auberge du chien noir : Daniel Picard
- 2005 : Caméra Café : Jean-Patrice
- 2008 : Il était une fois dans le trouble
- 2012 : Mauvais Karma : Raoul Legarrec
- 2012 : Les Argonautes : Drüs

#### Réalisateur

##### Courts métrages
- 2006 : Sur la ligne
- 2013 : Le Rideau[4]

### Doublage
Note : La liste indique les titres québécois.

#### Cinéma
| - Rob Corddry dans - Harold et Kumar s'évadent de Guantanamo (2008) : Ron Fox - Le Spa à remonter dans le temps (2010) : Lou Dorchen - La Recette du succès (2011) : Ethan Emmet - Le Spa à remonter dans le temps 2 (2015) : Lou Dorchen - Dwight Yoakam dans - Crinqué (2006) : Dr Miles - Quatre Noël (2008) : Pasteur Phil - Crinqué : Sous haute tension (2009) : Dr Miles - Eddie Marsan dans - L'Illusionniste (2006) : Josef Fischer - Hancock (2008) : Red - Jack le chasseur de géants (2013) : Crawe - John Slattery dans - Iron Man 2 (2010) : Howard Stark - Ant-Man (2015) : Howard Stark - Capitaine America : La Guerre civile (2016) : Howard Stark - Simon Pegg dans : - Star Trek (2009) : Montgomery Scott - Star Trek vers les ténèbres (2013) : Montgomery « Scotty » Scott - Patrick Wilson dans - Dur à croquer (2006) : Jeff Kohlver - Les Gardiens (2009) : Dan Dreiberg / Le Hibou - Griffin Dunne - Emprise sur la ville (2013) : Sam Lancaster - Dallas Buyers Club (2013) : Dr Vass - 2005 : Edison : Isaiah Charles (Damien Dante Wayans) - 2005 : Edmond : Le prisonnier (Bokeem Woodbine) - 2006 : Décadence III : Halden (Barry Flatman) - 2006 : L'Informateur : Vikram Walia (Waris Ahluwalia) - 2006 : Le retour de Superman : Stanford (Kal Penn) - 2006 : Le Petit Monde de Charlotte : Elwyn le corbeau (André Benjamin) - 2007 : Bobby Z : Monk (Josh Stewart) - 2007 : 30 jours de nuit : Malekai Hamm (Pua Magasiva) | - 2008 : Bienvenue à Bruges : Erik (Jérémie Renier) - 2008 : Max Payne : Joe Salle (Rothaford Gray) - 2008 : L'Échange : Ben Harris (Frank Wood) - 2009 : Un honnête citoyen : Clarence Darby (Christian Stolte) - 2009 : Pelham 123 - L'ultime station : le maire de New York (James Gandolfini) - 2009 : Duplicité : Duke Monahan (Denis O'Hare) - 2009 : Une Nuit au Musée : La Bataille du Smithsonian : Napoléon Bonaparte (Alain Chabat) - 2009 : Le Portrait de Dorian Gray : James Vane (Johnny Harris) - 2009 : 2012 : Charlie Frost (Woody Harrelson) - 2010 : Le Choc des Titans : Kephéus (Vincent Regan) - 2010 : Démon : Lustig (Matt Craven) - 2011 : Hop : Phil (Hank Azaria) - 2011 : Hugo : René Tabard (Micheal Stuhlbarg) - 2011 : Les Muppets : Deadly - 2012 : Jesse Stone : Benefit of the Doubt : William Butler (Jeff Geddis) - 2012 : Contrebande : Jim Church (David O'Hara) - 2012 : Acte de bravoure : Abu Shabal (Jason Cottle) - 2012 : Abraham Lincoln, chasseur de vampires : Joshua Speed (Jimmi Simpson) - 2013 : Arnaque américaine : Carl Elway (Shea Whigham) - 2015 : A Bone to Pick : An Aurora Teagarden Mystery : Arthur Smith (Peter Benson) - 2015 : Commotion : Dr Joseph Maroon (Arliss Howard) - 2016 : Assaut sur Londres : Kamran Barkawi (Waleed Zuaiter) - 2016 : Love and Friendship : Charles Vernon (Justin Edwards) - 2016 : Independence Day: Résurgence : Dr Brakish Okun (Brent Spiner) - 2016 : Déni : Anthony Julius (Andrew Scott) - 2017 : Le Roi Arthur : La Légende d'Excalibur : Jack's eye (Michael McElhatton) - 2017 : Transformers : Le Dernier Chevalier : Hot Rod (Omar Sy) (voix) - 2019 : Le Roi lion : Scar (Chiwetel Ejiofor) (voix) - 2021 : Les Éternels : Pip le Troll (Patton Oswalt) - 2022 : Le Batman : Thomas Wayne (Luke Roberts) |

#### Films et séries d'animation
| - 2002 : Daft Planet : Père d'Hugo - 2007 : Ruby Gloom : Poe - 2008 : Chop Socky Chooks : Chuckie Chan - 2009 : Dirtgirlworld : Ken - Depuis 2010 : Les Griffin : Stewie - 2011 : Rango : Ambrose - 2011 : Les Bagnoles 2 : Francesco Bernoulli - 2011 : Les petits pieds du bonheur 2 : Ramon - 2012 : Rebelle : Jeune MacGuffin - 2012 : Zambezia : Ajax - 2013 : Les Avions : El Chupacabra - 2013 : Mission dindons : Gouverneur Bradford - 2013 : La Reine des neiges : Oaken (doublages de France et du Québec) - 2013 : Gladiatori di Roma : Fabricius | - 2014 : Opération Noisettes : Lucky - 2014 : M. Peabody et Sherman : M. Peabody - 2014 : Trolls en boîte : Lord Portley-Rind - 2014 : Les Pingouins de Madagascar (film) : Kowalski - 2015 : - Normand du Nord : Laurence - Les Minions : Professor Flux - Le Bon Dinosaure : Le collectionneur - 2016 : - Bizarreville : Scintillus - Ratchet et Clank : Zed - Comme des bêtes : Ozone - Kubo et l'épée magique : Raiden le Roi Lune - Trouver Doris : Bailey - 2017 : - Winston et Dudley Ding Dong : Duddley Ding Dong - LEGO Batman : Le film : Alfred Pennyworth - Les Schtroumpfs : Le Village perdu : Schtroumpf Costaud/Gargamel - Ferdinand : Hans - 2018 : Hôtel Transylvanie 3 : Les vacances d'été : Van Helsing - 2024 : Batman, le justicier masqué : Gueule d'argile |

#### Télévision
- Instant Star : Liam Fenway (Vincent Walsh)
- Hotel Babylon : James Schofield (Raymond Coulthard)
- Hemlock Grove : Francis Pullman (Ted Dykstra)
- Et Dieu créa... Laflaque : Nicolas Sarkozy
- John A. : La naissance d'un pays : Aidan Devine (John Sandfield Macdonald)
- Camelot : Merlin (Joseph Fiennes)
- Les Griffin: Stewie Griffin (Seth McFarlane), Mort Goldman
- Zone de Turbulence : Frédéric
- 2015 : Enquêtes gourmandes : Meurtre au menu (téléfilm) : Jenkin (Andrew Kavadas)[5]

#### Jeux vidéo
- 2011 : Assassin's Creed: Revelations : (voix additionnelles)
- 2012 : Assassin's Creed III : Thomas Jefferson
- 2012 : Far Cry 3 : Dennis Rogers
- 2014 : Assassin's Creed: Rogue : Christopher Gist.

### Publications

#### Album de bande dessinée
- La Gang des hors-la-loi, Bayard Canada, coll. « Bayard Jeunesse », janvier 2014
Scénario : Frédéric Desager - Dessin : Réal Godbout - Couleurs : Dominique Bourget -  (ISBN 2203392444)